# Flugplatz Birrfeld

i7
i11
i13
Der Flugplatz Birrfeld (ICAO-Code: LSZF) ist ein Regionalflughafen in Lupfig im Kanton Aargau in der Schweiz. Der Flugplatz besteht seit 1937 und ist ein regionales Flugsportzentrum, seit 1985 verfügt der Flugplatz über eine Konzession als Flughafen. Halter ist der Aero-Club des Kantons Aargau (AeCA). Im Bezug auf die jährlichen Flugbewegungen ist Birrfeld der wichtigste Flugplatz der Allgemeinen Luftfahrt in der Schweiz.
Der Flugplatz dient in erster Linie dem Flugsport mit Motor- und Segelflugzeugen sowie der fliegerischen Aus- und Weiterbildung. Am Flugplatz Birrfeld sind die Fliegerschule Birrfeld des AeCA, weitere Flugschulen und zahlreiche Fluggruppen beheimatet. Fliegerisch gilt der Flugplatz aufgrund der engen Platzverhältnisse, Fluglärm-bedingten Einschränkungen und der zahlreichen Flugbewegungen mit parallelem Motorflug- und Segelflugbetrieb auf zwei Pisten als anspruchsvoll. Der Flugplatz ist unkontrolliert, das heisst, es gibt weder Flugsicherung noch Flugleiter; Birrfeld ist damit der grösste unkontrollierte Flugplatz in der Schweiz. Zugelassene Sprachen im Flugfunk sind Deutsch und Englisch.
Der AAA Alpine Air Ambulance AG hat am Flugplatz Birrfeld einen Rettungshelikopter stationiert und die Baloise von 2018 bis 2024 einen Hagelflieger.